# 孙宏斌
孙宏斌（1963年8月25日—），山西临猗人，美籍华人企业家，现任融创中国董事长。

## 生平
1963年8月25日，孙宏斌出生在山西省运城市临猗县角杯乡潘西村，家中共有兄弟四人，他是老大。孙宏斌原本姓刘，随母亲家姓，后在外面闯出一片天地后才改随父亲姓孙。孫宏斌獲武汉水利电力学院（今武汉大学水利水电学院） 水利专业学士学位， 1983年就讀清华大学水利工程系，並獲得专业硕士学位，曾在联想集团工作，2009年在美国哈佛大学研读了两个月的管理课程。
1994年成立房地产中介公司顺驰集团，2003年成立房地产公司融创中国，2006年建立顺驰不动产网络（中国目前最大的房地产中介商之一）。2007年孙宏斌将顺驰集团出售给香港路劲基建集团。2015年9月，辞任融创集团行政总裁职务。目前担任融创集团董事会主席。
2017年3月进入乐视影业及乐视致新董事会；2017年7月，当选乐视网非独立董事。乐视网21日晚间公告，公司第三届董事会第四十六次会议选举孙宏斌为公司第三届董事会董事长，任期自董事会通过之日起至第三届董事会届满之日止；变更公司法定代表人为总经理梁军。

## 刑事判决
1990年6月，孙宏斌因涉嫌“挪用公款罪”被北京海淀警方执行逮捕。1992年8月22日，因挪用公款13万元被判处有期徒刑5年。1994年初，被北京市中院裁定减刑1年零2个月，1994年3月27日刑满释放。2003年2月19日，他向北京海淀区法院提出申诉，要求取消原判决，改判无罪。2003年10月22日，海淀区法院撤消1992年8月的判决，改判孙宏斌无罪。